# БНТ 2
БНТ 2 — болгарский общественный телеканал. Входит в БНТ. Официально был запущен 9 сентября 1975 года под именем Второй программы Болгарского телевидения, с 1992 по 2000 год выходил под названием «Эфир 2», после чего был отключён. Вернулся 16 октября 2011 года под именем «БНТ 2», заменив сеть региональных телеканалов медиахолдинга БНТ.
На телеканале БНТ 2 выходят авторские программы, выпуски новостей и трансляции спортивных соревнований. Помимо всего прочего, БНТ 2 является сетевым партнёром для ряда региональных телеканалов: в некоторых городах региональные каналы вещают на том же, что и БНТ 2. БНТ 2 обладает правами на трансляции соревнований Олимпийских игр, Мировой волейбольной лиги, Национальной баскетбольной лиги, матчей чемпионатов мира и Европы по футболу и так далее.

## История

### Вторая программа Болгарского телевидения и Эфир 2
18 мая 1974 года Совет министров Народной Республики Болгарии решением № 189 утвердил создание второй программы Болгарского телевидения. Начало вещания состоялось 9 сентября 1975 года. В 1992 году телеканал переименовали в «Эфир 2». В 1999 году Министерский совет принял решение об упразднении телеканала: в 21:10 31 мая 2000 года вышел документальный фильм «Эфир 2 — фото на память» (болг. Ефир 2 — снимка за спомен), посвящённый 25-летней истории телеканала. В конце весны 2000 года телеканал был отключён, а его место занял bTV. Однако возвращение телеканала было анонсировано осенью 2007 года благодаря информации о переходе БНТ на цифровой формат вещания и возможном возвращении второй программы. В ночь с 15 на 16 октября 2011 года телеканал БНТ 2 вернулся в телеэфир.

### Бывшие региональные партнёры

#### Пловдив
22 марта 1971 года в Пловдиве состоялось открытие телецентра, и там скоро началось вещание Первой программы Болгарского телевидения. Первые попытки регионального телевещания стали предприниматься в апреле 1993 года, когда в течение одного часа по телевидению Пловдива показывались местные программы на частоте Канала 1. Основной передатчик для Пловдива находился на горе Ботев, и зона вещания его составляла целых 65 % территории страны.
В апреле 1998 года телеканал «Пловдив» (позднее «БНТ Пловдив») занял отдельную частоту в районе Пловдива, распространив вещание на Смолян и Кырджали (вещание длилось с 18:00 до 22:00), с 6 марта 2006 года его время расширилось ещё на 2 часа, а с 2008 года он уже под именем «БНТ Пловдив» стал вещать с 16:00 и до полуночи. В октябре 2011 года канал был упразднён.

#### Варна
Региональный телецентр Варны открылся 9 сентября 1972 года, откуда началось вещание Болгарского телевидения. Со 2 мая 1993 года на территории Черноморского побережья с 7:30 до 8:30 на частоте Канала 1 начался показ региональных телепрограмм. В 1998 году был открыт телеканал «Море», вещавший в Варне и Бургасе с 17:00 до 23:00 (позднее вещание распространилось на Добрич и Шаблу). С сентября 2007 года эфирное время расширилось ещё на 2 часа (с 16:00 до полуночи), с 2008 года канал получил имя «БНТ Море». Упразднён в октябре 2011 года.

#### Русе
Региональный телецентр в Русе открылся 12 февраля 1973 года, откуда началось вещание Болгарского телевидения. В апреле 1993 года началось ежедневное вещание местных телепрограмм по утрам на Канале 1: оно продолжалось с 7:30 до 8:30 по будням и с 8:30 до 9:30 по выходным. В 1998 году был учреждён телеканал «Север», вещавший на отдельной частоте с 18:00 до 22:00. 6 марта 2006 года эфирный интервал расширился до 17:00—23:00, а в зону охвата попали города Силистра, Разград и Велико-Тырново. В сентябре 2007 года «Север» стал вещать с 16:00 и до полуночи, получив в 2008 году имя «БНТ Север». Канал был закрыт в октябре 2011 года.

#### Благоевград
В Благоевграде телевещание началось 9 сентября 1975 года после открытия регионального телецентра. 20 апреля 1993 года появился региональный телеканал «Пирин», который показывал с 18:00 до 22:00 публицистические, документальные и развлекательные телепередачи, половина из которых относилась к собственной региональной продукции. С 6 марта 2006 года вещание телеканала велось в промежутке с 17:00 до 23:00. С сентября 2007 года это время расширилось до 8 часов (с 16:00 и до полуночи). В 2008 году телеканал вошёл в сеть БНТ, получив имя «БНТ Пирин». Канал закрыт в октябре 2011 года.

#### София
10 июня 2010 года официально была выдана лицензия на вещание аналогового эфирного телеканала «БНТ София», зоной вещания которого должна была стать София и её окрестности. Однако БНТ постоянно откладывал запуск телеканала: в конце сентября 2010 года было принято решение, что телеканал запускать не будут, а все региональные центры БНТ будут объединены. В феврале 2012 года аналоговое вещание в Софии было остановлено по причине перехода на цифровое эфирное телевещание.

## Регионы и каналы вещания
Ниже приведены каналы цифрового вещания в мультиплексе MUX 3 по регионам Болгарии
| Регион Болгарии      | Канал | Города |
| -------------------- | ----- | --- |
| BUL01 — Видин        | 53    | Белоградчик, Берковица, Видин, Враца, Гымзово, Елисейна, Козлодуй, Лом, Мизия, Монтана, Оряхово, Чипровци |
| BUL02 — Плевен       | 41    | Априлци, Байкал, Белене, Болгарски-Извор, Гулянци, Этрополе, Калейца, Кнежа, Ловеч, Луковит, Мездра, Никополь, Новачене, Орешак, Петырница, Плевен, Правец, Роман, Тетевен, Троян, Червен-Бряг, Ябланица                          |
| BUL03 — Русе         | 58    | Бутово, Бяла, Велико-Тырново, Ветово, Габрово, Горна-Оряховица, Дебелец, Дряново, Елена, Златарица, Килифарево, Козловец, Опака, Плачковци, Польски-Трымбеш, Русе, Свищов, Севлиево, Сеново, Стражица, Трявна, Цар Калоян, Ценово |
| BUL04 — Шумен        | 51    | Алфатар, Велики-Преслав, Вырбица, Главиница, Каолиново, Каспичан, Котел, Нови Пазар, Попина, Попово, Разград, Силистра, Смядово, Соколарци, Тутракан, Тырговище, Шумен                                                            |
| BUL05 — Варна        | 27    | Белослав, Бяла, Варна, Генерал Тошево, Девня, Добрич, Дылгопол, Кайнарджа, Константиново, Обзор, Провадия, Тервел, Шабла |
| BUL06 — Бургас       | 55    | Айтос, Ахтопол, Бургас, Болгарово, Каблешково, Малко-Тырново, Несебыр, Приморско, Факия, Царево |
| BUL07 — Стара Загора | 64    | Градец, Елхово, Карнобат, Мыглиж, Нова Загора, Сливен, Стара Загора, Твырдица |
| BUL08 — Кырджали     | 45    | Димитровград, Джебел, Ивайловград, Кырджали, Маджарово, Маказа, Свиленград, Тополовград, Харманли, Хасково |
| BUL09 — Пловдив      | 41    | Белово, Ветрен, Долна-Баня, Душанци, Казанлык, Карлово, Клисура, Копривщица, Костенец, Момин-Проход, Панагюрище, Пловдив, Стрелча                                                                                                 |
| BUL10 — Смолян       | 58    | Ардино, Баните, Барутин, Батак, Борино, Брацигово, Велинград, Девин, Дорково, Доспат, Златоград, Лыки, Мадан, Михалково, Неделино, Рудозем, Света-Петка, Смилян, Смолян, Сырница, Триград, Хвойна, Чепеларе                       |
| BUL11 — София        | 52    | Бобов-Дол, Брезник, Годеч, Гюешево, Драгоман, Дупница, Земен, Ихтиман, Кюстендил, Лакатник, Самоков, Своге, София, Трын |
| BUL12 — город София  | 52    | София |
| BUL13 — Благоевград  | 33    | Благоевград, Бобошево, Гоце Делчев, Елешница, Кресна, Мелник, Разлог, Рила, Симитли, Якоруда |
| BUL14 — город Варна  | 27    | Варна |
| BUL15 — Странджа     | 55    | /// |